# Naultinus poecilochlorus
Naultinus poecilochlorus är en ödleart som beskrevs av  Joan Robb 1980. Naultinus poecilochlorus ingår i släktet Naultinus och familjen geckoödlor. Inga underarter finns listade i Catalogue of Life.